# エド・ウィスコスキー
"イージー" エド・ウィスコスキー（"Easy" Ed Wiskoski、本名：William Edward Wiskoski、1945年1月10日 - 2025年1月22日）は、アメリカ合衆国の元プロレスラー。ミズーリ州セントジョセフ出身のポーランド系アメリカ人。ラストネームは「ウィスコフスキー（Wiskowski）」と表記されることもある。
キャリア後期はアパルトヘイトの将校ギミック、カーネル・デビアーズ（Col. DeBeers）のキャラクターで活躍した。後年のハードコア・レスリングに通じるラフファイトを繰り広げたヒールのレジェンドとして、"The Grandfather of Hardcore" の異名を持つ。

## 来歴
ノースウェスト・ミズーリ州立大学ではアメリカンフットボールで活動し、NFLのシンシナティ・ベンガルズに短期間所属後、1972年にプロレスラーとしてデビュー。ベビーフェイスのポジションでNWAのミッドアトランティック地区などを転戦後、1975年よりヒールに転向。同年5月31日、地元ミズーリのカンザスシティを本拠地とするセントラル・ステーツ地区にて、ジェリー・オーツからNWAセントラル・ステーツ・ヘビー級王座を奪取。12月12日にはセントジョセフにて、テリー・ファンクのNWA世界ヘビー級王座に挑戦している。同地区ではディック・ザ・ブルーザーやアンドレ・ザ・ジャイアントなどの大物ベビーフェイスとも対戦した。
1977年7月、全日本プロレスに初来日。外国人エース格のディック・マードックと組んで時折メインイベントに出場したほか、ザ・デストロイヤー、高千穂明久、天龍源一郎、ジャンボ鶴田、そしてジャイアント馬場とのシングルマッチも行われた。
帰国後の同年8月より、オレゴンおよびワシントン州をサーキット・エリアとする太平洋岸北西部のPNW（パシフィック・ノースウエスト・レスリング）に参戦。11月12日にダッチ・サベージを破ってNWAパシフィック・ノースウエスト・ヘビー級王座を獲得、12月7日にはバディ・ローズと組んでムーンドッグ・メイン&ロン・バスから同タッグ王座を奪取した。
1978年はローズとのコンビでサンフランシスコにも進出して、10月25日に同地区認定のNWA世界タッグ王座をディーン・ホー&ロン・スターから奪取。ローズの負傷後はロディ・パイパーを新パートナーに起用して、最終的には同王座の最後のチャンピオン・チームとなった。1980年6月7日にはジョージ・ウェルズを破り、同地区のフラッグシップ・タイトルだったUSヘビー級王座にも戴冠している。
サンフランシスコ地区の閉鎖後はNWAの南部テリトリーを転戦。1981年はオクラホマにて、セントラル・ステーツ地区での抗争相手でもあったマイク・ジョージと組み、7月11日にエディ・ギルバート&リッキー・モートンからトライステート・タッグ王座を奪取。1982年はデレク・ドレイパー（Derek "The Mongoose" Draper）の変名でフロリダに登場、7月16日にデビッド・フォン・エリックを下して南部ヘビー級王座を獲得した。
1983年1月、ポーリッシュ・プリンス（The Polish Prince）と名乗ってWWFに登場。フレッド・ブラッシーをマネージャーに迎え、当時のWWFヘビー級王者ボブ・バックランドへの新しい刺客としてデビューしたが、数試合のTVテーピングを行ったのみで継続参戦することはなかった。その後は欧州のCWA遠征などを経てPNWに復帰し、メガ・マハリシ（Mega Maharishi）なる教祖ギミックの異色キャラクターに変身。1985年4月13日にはケンドー・ナガサキをパートナーにパシフィック・ノースウエスト・タッグ王座に返り咲いている。
1986年、南アフリカのヨハネスブルク出身を自称し、アパルトヘイトを推進する反米主義者の将校、カーネル・デビアーズ（Colonel DeBeers）に変身してAWAに登場。4月20日にミネアポリスのメトロドームで開催されたビッグイベント "WrestleRock 86" ではワフー・マクダニエルに勝利。ニック・ボックウィンクルが保持していたAWA世界ヘビー級王座にも度々挑戦し、サージェント・スローター、カート・ヘニング、スコット・ホール、ジミー・スヌーカとも抗争を展開した。
AWAには団体最末期の1990年まで出場し、ダイヤモンド・ダラス・ペイジやポール・E・デンジャラスリーがマネージャーを担当していたこともある。なお、AWA時代の1987年11月にはブルーザー・ブロディのパートナーとして全日本プロレスの世界最強タッグ決定リーグ戦への参加が発表されていたが、ブロディはスヌーカと組んで出場することになったため、再来日は実現しなかった。
AWA崩壊後はカリフォルニアの新興団体UWFを経て、1992年より古巣のPNWに戻り、ジェシー・バーのファミリーが立ち上げた後継団体のチャンピオンシップ・レスリング・USAにも参戦。ビリー・ジャック・ヘインズ、ブリックハウス・ブラウン、レイ・ミステリオ・ジュニアらと対戦し、1994年6月には日本から遠征してきた剛竜馬ともタッグを組んでいる。同団体認定のTV王座も再三獲得し、1997年3月18日にマット・ボーンを破って現役最後となる5回目の戴冠を果たした。
引退後は2001年から2006年まで、オレゴン州ポートランドにてレスリング・スクールをバディ・ローズと共同で運営。メイジャー・デビアーズ（Major DeBeers）の名義で北カリフォルニアのインディー団体にも時折出場していた。
2025年1月22日に死去。80歳没。

## 得意技
- カーフ・ブランディング
- ニー・ドロップ
- テキサス・クローバーリーフ
- パイルドライバー

## 獲得タイトル
パシフィック・ノースウエスト・レスリング / チャンピオンシップ・レスリング・USA
- NWAパシフィック・ノースウエスト・ヘビー級王座：2回[9]
- NWAパシフィック・ノースウエスト・タッグ王座：5回（w / バディ・ローズ×3、ケンドー・ナガサキ、ジョン・ランボー）[10]
- NWAパシフィック・ノースウエスト・TV王座：1回
- CWUSA TV王座：5回[21]

セントラル・ステーツ・レスリング
- NWAセントラル・ステーツ・ヘビー級王座：1回[5]

NWAトライステート
- NWAトライステート・タッグ王座：1回（w / マイク・ジョージ）[13]

NWAサンフランシスコ
- NWA USヘビー級王座（サンフランシスコ版）：1回[12]
- NWA世界タッグ王座（サンフランシスコ版）：3回（w / バディ・ローズ×2、ロディ・パイパー）[11]

NWAオーストラリア
- NWA豪亜タッグ王座：1回（w / ラリー・オーディ）[24]

チャンピオンシップ・レスリング・フロム・フロリダ
- NWA南部ヘビー級王座（フロリダ版）：1回[14]